# Measham
Measham est une paroisse civile et un village du Leicestershire, en Angleterre.